# Eduardo Buenavista
Eduardo Buenavista (General Santos, 13 ottobre 1978) è un maratoneta, mezzofondista e siepista filippino, detentore del record nazionale dei 5000 metri piani con un tempo di 13'58"43 e dei 10000 metri piani con un primato di 29'02"36.

## Palmarès
| Anno | Manifestazione  | Sede   | Evento   | Risultato | Prestazione | Note |
| ---- | --------------- | ------ | -------- | --------- | ----------- | ---- |
| 2006 | Giochi asiatici | Doha   | Maratona | 12º       | 2h24'50"    |      |
| 2010 | Giochi asiatici | Canton | Maratona | 17º       | 2h45'07"    |      |

## Campionati nazionali
2002
- Oro ai campionati filippini, 5000 m piani - 14'27"44

2003
- Oro ai campionati filippini, 5000 m piani - 14'36"22
- Oro ai campionati filippini, 10000 m piani - 29'82"52

2004
- Oro ai campionati filippini, 5000 m piani - 14'19"27
- Oro ai campionati filippini, 10000 m piani - 30'11"57

2005
- Oro ai campionati filippini, 10000 m piani - 30'55"14

2006
- Oro ai campionati filippini, 5000 m piani - 14'47"8
- Oro ai campionati filippini, 10000 m piani - 30'57"15

2008
- Oro ai campionati filippini, 5000 m piani - 14'43"16

2009
- Oro ai campionati filippini, 5000 m piani - 14'37"3

## Altre competizioni internazionali
2002
- Oro alla Manila Marathon ( Manila) - 2h22'52"

2005
- Bronzo alla Incheon Half Marathon ( Incheon) - 1h03'42"

2006
- Oro alla Maratona di Manila ( Manila) - 2h33'10"

2007
- Oro alla Maratona di Manila ( Manila) - 2h18'53"
- Oro alla Maratona di Taguig City ( Taguig) - 2h23'08"

2008
- Oro alla Maratona di Manila ( Manila) - 2h23'57"
- Argento alla Maratona di Olongapo ( Olongapo) - 2h27'56"
- Oro alla Mezza maratona di Manila ( Manila) - 1h02'58"
- 13º alla Incheon Half Marathon ( Incheon) - 1h06'20"

2009
- 5º alla Hong Kong Standard Chartered Marathon ( Hong Kong) - 2h18'53"

2010
- Oro alla Maratona di Manila ( Manila) - 2h24'18"
- 4º alla Hong Kong Standard Chartered Marathon ( Hong Kong) - 2h30'09"

2012
- 4º alla Maratona di Manila ( Manila) - 2h29'45"

2013
- 4º alla Maratona di Manila ( Manila) - 2h27'14"

2014
- 38º alla Maratona di Parigi ( Parigi) - 2h33'21"
- 5º alla Maratona di Manila ( Manila) - 2h33'56"

2015
- 34º alla Hong Kong Standard Chartered Marathon ( Hong Kong) - 2h24'11"